# Флейринг
Флейринг (англ. flairing) — в работе бармена приготовление коктейлей с использованием элементов жонглирования.
Популярным флейринг стал после выхода в свет фильма «Коктейль» в 1988 году с участием Тома Круза и Брайана Брауна.
Родоначальником флейринга считают[кто?] Джерри Томаса, жившего и работавшего в США во второй половине XIX века, он впервые стал поджигать и переливать горящие коктейли из бокала в бокал. Книга «Bartender’s Guide», написанная им в 1862 году, и сейчас является настольной книгой барменов.
Современный флейринг разделяется на два основных направления — «рабочий флейринг» и «шоу-флейринг». Один из общепризнанных лидеров флейринга, английский бармен Nicolas Saint Jean пропагандирует новый стиль — стрит-флейринг, соединение брейк-данс и флейринга.

## Международное сотрудничество
В 1997 году была создана Международная Ассоциация флейринг-барменов Flair Bartenders' Network (FBN), которая потом была переименована во Flair Bartenders' Association (FBA). По регламенту FBA на протяжении года проходит ряд чемпионатов по флейрингу (FBA Flair Pro Tour) в разных странах мира. Чемпионаты проводятся на коммерческой основе, имеют разные уровни и призовые фонды. Спонсорами соревнований выступают различные алкогольные компании, рекламирующие свои бренды. Самый высокий уровень (6-й уровень) и рейтинг присвоен чемпионату «Legends of Bartending», который обычно проводится в феврале в Лас Вегасе, самый большой призовой фонд (50000$) пока имеют только два чемпионата — «Bacardi Pro Flair» и «Barstars», оба проводятся в Москве. Бармен, набравший наибольшее количество очков в прошедших за год чемпионатах, становится абсолютным чемпионом мира по флейрингу в данном году. В 2007 году в чемпионатах FBA PRO Tour приняли участие 159 барменов со всех материков земли.
Международная Ассоциация Барменов (IBA), созданная в 1951 году, с 1999 года в рамках ежегодного соревнования World Cocktail Competition (WCC) проводит свой чемпионат мира по флейрингу, называемый Flairtending. От «FBA Pro Tour» отличается он тем, что проходит один раз в год, проводится не на коммерческой основе, и участвовать в нем могут только бармены, победившие в отборочных турах своих стран.

## Чемпионаты по флейрингу(FBA Pro Tours)
- «Best in the West» (Las Vegas, Nevada (USA))
- «Legends of Bartending» (Las Vegas, Nevada (USA))
- «Austrian Flair Combat» (Graz, Austria)
- «Barstars Flair» (Москва)
- «Flaircracks» (Switzerland)
- «Super Flair» (Windsor, ON, (Canada))
- «Flair Castle» (Одесса, Украина)
- «Blue Blazer» (Las Vegas, Nevada (USA))
- «Nations» (Las Vegas, Nevada (USA))
- «Flair Vegas» (Las Vegas, Nevada (USA))
- «MBA Flair» (Constanta, Romania)
- «Flair Master» (San Juan, Puerto Rico)
- «Skyy Flair» (Monte Carlo, Monaco)
- «Havana Club Bar Giants» (Cologne, Germany)
- «Quest» (Orlando Florida (USA))
- «Bacardi Pro Flair» (Москва)
- «Shaker Flair» (Helsinki, Finlandia)
- «Almaty Flair Open» (Алматы, Казахстан)